# Abd al-Latif
Abd al-latif, Abd el-Latif sau Abd ul-Latif (1162 – 1231), cunoscut și ca al-Baghdadi (în arabă,عبداللطيف البغدادي) a fost medic, istoric și egiptolog celebru, exponent al civilizației islamice medievale.

## Biografie
S-a născut la Bagdad, unde a studiat gramatica și dreptul. În perioada 1189 - 1190, întreprinde o călătorie prin Mosul, Damasc și Palestina, unde se întâlnește cu sultanul Saladin. Acolo a cunoscut diverși învățați persani și arabi.
Își continuă călătoria spre Ierusalim, unde petrece o bună perioadă de timp, menținând legătura cu Saladin.
O nouă călătorie spre Damasc îl duce la Cairo, unde rămâne câțiva ani. Studiază Egiptul, mai ales Marele Sfinx de la Giza, pe care îl descrie amănunțit.
În 1206 revine la Ierusalim, iar în 1208 la Damasc. După alte voiaje prin Alep, Erzincan este găzduit succesiv pe la curțile mai multor demnitari turci.
După mai multe călătorii prin Siria, se întoarce, prin 1229 (sau 1230, nu se știe sigur), în orașul natal, Bagdad, unde își petrece ultima parte a vieții.

## Opera

### Relatări despre Egipt
În urma călătoriilor întreprinse în Egipt, Abd al-Latif a scris o carte în două volume, al cărei titlu s-ar traduce Relatări despre Egipt. Este de fapt o lucrare cu specific medical.

### Contribuții în medicină
În timpul foametei din Egipt din 1200, Abd al-Latif al-Baghdadi are ocazia să observe și să examineze un număr mare de schelete și să efectueze autopsii. Descoperă că teoriile lui Galenus privind formarea mandibulei și osului sacru erau eronate.
Alte cărți de medicină:
- Mukhtarat fi al-Tibb - o lucrare despre hidroterapie;
- Al-Tibb min al-Kitab wa-al-Sunna  ("Medicină din Cartea și Viața Profetului") - descrierea practicilor medicale din vremea lui Mahomed.